# Majorisierung
Majorisierung bezeichnet in der Mathematik die Quasiordnung im Vektorraum der reellen Zahlen. Ein Vektor {\displaystyle {\vec {a}}\in \mathbb {R} ^{d}} wird in dieser Quasiordnung durch {\displaystyle {\vec {a}}^{\downarrow }\in \mathbb {R} ^{d}} dargestellt, bei dem die Komponenten des Vektors gleich bleiben, diese aber in absteigender Reihenfolge sortiert sind.
Wenn zwei Vektoren {\displaystyle {\vec {a}},{\vec {b}}\in \mathbb {R} ^{d}} gegeben sind, dann majorisiert {\displaystyle {\vec {a}}} den Vektor {\displaystyle {\vec {b}}} schwach von unten (geschrieben als {\displaystyle {\vec {a}}\succ _{w}{\vec {b}}}), dann und nur dann, wenn
{\displaystyle \sum _{i=1}^{k}a_{i}^{\downarrow }\geq \sum _{i=1}^{k}b_{i}^{\downarrow }\quad k=1,\dots ,d.}
Äquivalent kann diese Bedingung auch formuliert werden als {\displaystyle {\vec {b}}} wird vom Vektor {\displaystyle {\vec {a}}} von unten schwach majorisiert, geschrieben als {\displaystyle {\vec {b}}\prec _{w}{\vec {a}}}.
Andersherum majorisiert {\displaystyle {\vec {a}}} den Vektor {\displaystyle {\vec {b}}} schwach von oben, geschrieben als {\displaystyle {\vec {a}}\succ ^{w}{\vec {b}}} dann und nur dann, wenn
{\displaystyle \sum _{i=k}^{d}a_{i}^{\downarrow }\leq \sum _{i=k}^{d}b_{i}^{\downarrow }\quad k=1,\dots ,d.}
Wieder dazu äquivalent ist die Aussage, dass der Vektor {\displaystyle {\vec {b}}} von {\displaystyle {\vec {a}}} von oben schwach majorisiert wird, geschrieben als {\displaystyle {\vec {b}}\prec ^{w}{\vec {a}}}.
Wenn zusätzlich zu den oben genannten Bedingungen gilt, dass {\displaystyle \textstyle \sum _{i=1}^{d}a_{i}=\sum _{i=1}^{d}b_{i}}, dann majorisiert {\displaystyle {\vec {a}}} den Vektor {\displaystyle {\vec {b}}}, geschrieben als {\displaystyle {\vec {a}}\succ {\vec {b}}}. Äquivalent dazu ist die Schreibweise {\displaystyle {\vec {b}}\prec {\vec {a}}}, gesprochen als {\displaystyle {\vec {b}}} wird durch {\displaystyle {\vec {a}}} majorisiert. Es lässt sich zeigen, dass gilt {\displaystyle {\vec {a}}\succ {\vec {b}}\Leftrightarrow {\vec {a}}\succ _{w}{\vec {b}}\wedge {\vec {a}}\succ ^{w}{\vec {b}}}.
Die Sortierung der Majorisierung hängt nicht von der Sortierung der Vektoren {\displaystyle {\vec {a}}} und {\displaystyle {\vec {b}}} ab. Wichtig ist, dass aus {\displaystyle {\vec {a}}\succ {\vec {b}}} und {\displaystyle {\vec {b}}\succ {\vec {a}}} nicht folgt, dass {\displaystyle {\vec {a}}={\vec {b}}} ist. Zwar sind alle Komponenten der Vektoren {\displaystyle {\vec {a}},{\vec {b}}} gleich, allerdings nicht notwendigerweise in der gleichen Anordnung.
Verwirrenderweise werden in der Literatur teilweise Definitionen verwendet, bei denen die Notation genau umgekehrt verwendet wird, das heißt {\displaystyle \succ } wird durch {\displaystyle \prec } ersetzt, während in neueren Versionen (sogar der Literatur, die die hier nicht genannte Definition verwenden) auf die hier im Artikel aufgeführte Definition zurückgreifen.
Eine Funktion {\displaystyle f\colon \mathbb {R} ^{d}\to \mathbb {R} } heißt Schur-konvex, wenn aus {\displaystyle {\vec {a}}\succ {\vec {b}}} folgt, dass {\displaystyle f({\vec {a}})\geq f({\vec {b}})}. Analog heißt {\displaystyle f} Schur-konkav, wenn aus {\displaystyle {\vec {a}}\succ {\vec {b}}} folgt, dass {\displaystyle f({\vec {a}})\leq f({\vec {b}}).}
Für eine Verteilungsfunktion lässt sich die Majorisierung zur Lorenzsortierung verallgemeinern.

## Beispiele
Die Sortierung der Einträge beeinflusst die Majorisierung nicht, das heißt der Ausdruck {\displaystyle (1,2)\prec (0,3)} ist äquivalent zu {\displaystyle (2,1)\prec (3,0)}.
Starke Majorisierung: {\displaystyle (1,2,3)\prec (0,3,3)\prec (0,0,6)}. Für Vektoren mit {\displaystyle n} Einträgen:
{\displaystyle \left({\frac {1}{n}},\ldots ,{\frac {1}{n}}\right)\prec \left({\frac {1}{n-1}},\ldots ,{\frac {1}{n-1}},0\right)\prec \cdots \prec \left({\frac {1}{2}},{\frac {1}{2}},0,\ldots ,0\right)\prec \left(1,0,\ldots ,0\right).}
Schwache Majorisierung: {\displaystyle (1,2,3)\prec _{w}(1,3,3)\prec _{w}(1,3,4)}. Für Vektoren mit {\displaystyle n} Einträgen:
{\displaystyle \left({\frac {1}{n}},\ldots ,{\frac {1}{n}}\right)\prec _{w}\left({\frac {1}{n-1}},\ldots ,{\frac {1}{n-1}},1\right).}

## Geometrie der Majorisierung

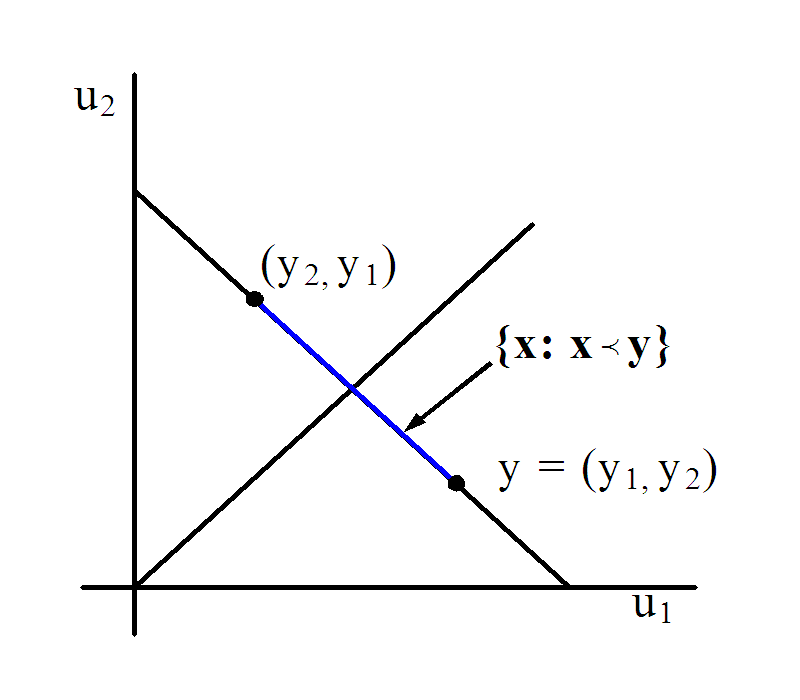
2D Beispiel der Majorisierung

Für {\displaystyle {\vec {x}},{\vec {y}}\in \mathbb {R} ^{n},} erhalten wir
{\displaystyle {\vec {x}}\prec {\vec {y}}} dann und nur dann, wenn {\displaystyle {\vec {x}}} in der konvexen Hülle von allen Vektoren, die man erhält, wenn die Koordinaten des Vektors {\displaystyle {\vec {y}}} permutiert werden, ist.
Die Abbildung links zeigt die konvexe Hülle in zwei Dimensionen für den Vektor {\displaystyle (3,1)}. In der Mitte dieser Hülle ist der Vektor {\displaystyle {\vec {x}}=(2,2)}. Dies ist der kürzeste Vektor, der {\displaystyle {\vec {x}}\prec {\vec {y}}} für den hier gegebenen Vektor {\displaystyle {\vec {y}}} erfüllt.

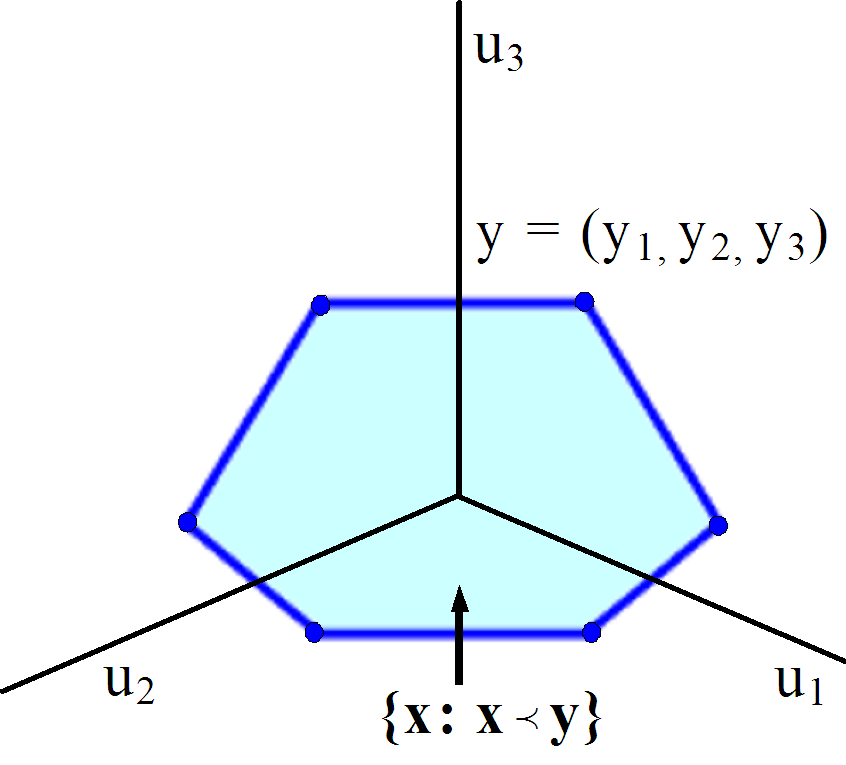
3D Beispiel der Majorisierung

Die zweite Grafik zeigt die konvexe Hülle in drei Dimensionen. Hier ist der Mittelpunkt ein zweidimensionales Polygon, der durch den Vektor {\displaystyle {\vec {x}}} beschrieben wird, der auch hier der kürzeste Vektor ist, der {\displaystyle {\vec {x}}\prec {\vec {y}}} für diesen gegebenen {\displaystyle {\vec {y}}}.

## Äquivalente Aussagen
Jede der folgenden Aussagen ist wahr dann und nur dann, wenn {\displaystyle {\vec {a}}\succ {\vec {b}}}:
- {\displaystyle {\vec {b}}=D{\vec {a}}} für mindestens eine doppelt-stochastische Matrizen {\displaystyle D} (siehe Arnold,[3] Theorem 2.1).  Dies ist äquivalent zu sagen, dass {\displaystyle {\vec {b}}} als gewichtetes Mittel der Permutationen von {\displaystyle {\vec {a}}} dargestellt werden kann.
- Aus {\displaystyle {\vec {a}}} kann {\displaystyle {\vec {b}}} erhalten werden, indem endlich viele „Robin Hood Operationen“ durchgeführt werden, bei denen zwei Elemente {\displaystyle a_{i},a_{j}<a_{i}} mit {\displaystyle a_{i}-\varepsilon } und {\displaystyle a_{j}+\varepsilon } ersetzt werden, bei dem {\displaystyle \varepsilon \in (0,a_{i}-a_{j})} (siehe Arnold,[3] p. 11).
- Für jede konvexe Funktion {\displaystyle h\colon \mathbb {R} \to \mathbb {R} } gilt:

{\displaystyle \sum _{i=1}^{d}h(a_{i})\geq \sum _{i=1}^{d}h(b_{i})} (siehe Arnold, Theorem 2.9).
- Für alle {\displaystyle t\in \mathbb {R} } gilt:

{\displaystyle \sum _{j=1}^{d}|a_{j}-t|\geq \sum _{j=1}^{d}|b_{j}-t|}. (siehe Nielsen and Chuang Aufgabe 12.17,)

## In der linearen Algebra
- Angenommen, dass für zwei reelle Vektoren {\displaystyle v,v'\in \mathbb {R} ^{d}} gilt, dass {\displaystyle v'} durch {\displaystyle v} majorisiert wird. Dann kann gezeigt werden, dass eine Menge von Wahrscheinlichkeiten {\displaystyle (p_{1},p_{2},\ldots ,p_{d})} existiert, sodass {\displaystyle \textstyle \sum _{i=1}^{d}p_{i}=1} und eine Menge von Permutationen {\displaystyle (P_{1},P_{2},\ldots ,P_{d})} die Aussage {\displaystyle \textstyle v'=\sum _{i=1}^{d}p_{i}P_{i}v} impliziert. Alternativ kann gezeigt werden, dass eine doppelt-stochastische Matrix {\displaystyle D} existiert, sodass {\displaystyle vD=v'} gilt.

- Ein Hermitescher Operator {\displaystyle H} majorisiert einen anderen hermiteschen Operator {\displaystyle H'}, wenn der Vektor der Eigenwerte von {\displaystyle H} den Vektor der Eigenwerte von {\displaystyle H'} majorisiert, siehe Majorisierungskriterium.